# Anticheta brevipennis
Anticheta brevipennis är en tvåvingeart som först beskrevs av Zetterstedt 1846.  Anticheta brevipennis ingår i släktet Anticheta och familjen kärrflugor. Arten är reproducerande i Sverige. Inga underarter finns listade i Catalogue of Life.